# Аогасима (остров)
Аога́сима (яп. 青ヶ島) — вулканический остров в Филиппинском море. Самый южный и самый изолированный в группе островов Идзу. 

## География
Расположен в 350 км к югу от Токио и в 64 км к югу от острова Хатидзёдзима. Остров имеет длину 3,5 и ширину 2,5 км. Длина береговой линии — 9 км. На острове находится одноимённый вулкан.
Аогасима входит в административный округ Хатидзё Токийской префектуры. Административным центром острова служит село Аогасима. Остров является частью национального заповедника Фудзи-Хаконэ-Идзу.

## История
История заселения Аогасимы людьми точно не известна. Большинство населения острова составляют японцы. Аогасима упоминается в официальных хрониках периода Эдо где отмечена вулканическая активность в 1652 и в 1670-1680 годах. Серия землетрясений в июле 1780 и последующие землетрясения в мае 1871 привели к извержению. В апреле 1783 все население острова (63 семьи)  было эвакуировано. Во время массивного извержения в 1785 погибло около 130-140 человек из 327 жителей острова.